# Coupe d'Europe des vainqueurs de coupe masculine de handball 2006-2007
Navigation
Coupe des Coupes 2005-2006 Coupe des coupes 2007-2008
La Coupe d'Europe des vainqueurs de coupe masculine de handball 2006-2007 est la 32e édition de la compétition.
Organisée par la Fédération européenne de handball (EHF), la compétition est ouverte à 40 clubs de handball de fédérations membres de l'EHF. Ces clubs sont qualifiés en fonction de leurs résultats dans leur pays d'origine lors de la saison 2005-2006.
Elle est remportée par le club allemand du HSV Hambourg, vainqueur en finale du club espagnol du CB Ademar León.

## Résultats

### Premier tour
| Équipe 1           | Score   | Équipe 2              | Aller | Retour |
| ------------------ | ------- | --------------------- | ----- | ------ |
| Handball Esch      | 70 – 57 | DIN Bakou             | 41-32 | 29-25  |
| KH Kosovo Vushtrri | 37 – 74 | SPE Strovolos Nicosie | 20-34 | 17-40  |
| HK Košice          | 62 – 54 | PGU Tiraspol          | 30-26 | 32-28  |

### Deuxième tour
Trois clubs sont exemptés de ce tour, en lien avec les résultats de l'édition précédente : le SKIF Krasnodar, le CB Ademar León et le HSV Hambourg.
| Équipe 1             | Score    | Équipe 2                     | Aller | Retour |
| -------------------- | -------- | ---------------------------- | ----- | ------ |
| KS Kielce            | 51 – 51* | ZTR Zaporijjia               | 33-28 | 18-23  |
| RK Gorenje Velenje   | 65 – 66  | Wacker Thoune                | 36-33 | 29-33  |
| Partizan Belgrade    | 73 – 58  | Aon Fivers Margareten        | 37-25 | 36-33  |
| PAOK Salonique       | 58 – 77  | Vardar Skopje                | 29-34 | 29-43  |
| SKA Minsk            | 52 – 54  | US Ivry                      | 26-28 | 26-26  |
| HC Kehra             | 60 – 63  | Haslum HK                    | 32-31 | 28-32  |
| Lugi HB              | 61 – 65  | Bologna United Handball (it) | 31-30 | 30-35  |
| Sporting CP Lisbonne | 64 – 44  | SPE Strovolos Nicosie        | 33-20 | 31-24  |
| Handball Esch        | 57 – 70  | Dinamo Bucarest              | 30-34 | 27-36  |
| HC Vilnius           | 64 – 70  | RK Sloga Doboj               | 32-37 | 32-33  |
| RK Medveščak Zagreb  | 58 – 57  | UMF Stjarnan                 | 36-29 | 22-28  |
| Komlói BSK           | 47 – 58  | Bjerringbro-Silkeborg        | 23-23 | 24-35  |
| Beşiktaş JK          | 60 – 56  | 1. MHK Košice                | 39-28 | 21-28  |

* Le ZTR Zaporijjia est déclaré vainqueur selon la règle du nombre de buts marqués à l'extérieur (28 contre 18 pour le KS Kielce).

### Seizièmes de finale
| Équipe 1                     | Score   | Équipe 2             | Aller | Retour |
| ---------------------------- | ------- | -------------------- | ----- | ------ |
| HSV Hambourg                 | 55 – 43 | ZTR Zaporijjia       | 31-16 | 24-27  |
| Partizan Belgrade            | 55 – 56 | Wacker Thoune        | 25-27 | 30-29  |
| US Ivry                      | 56 – 61 | Vardar Skopje        | 36-29 | 20-32  |
| Bologna United Handball (it) | 59 – 73 | Haslum HK            | 31-35 | 28-38  |
| Dinamo Bucarest              | 65 – 56 | Sporting CP Lisbonne | 35-29 | 30-27  |
| SKIF Krasnodar               | 61 – 60 | RK Sloga Doboj       | 33-23 | 28-37  |
| Bjerringbro-Silkeborg        | 60 – 50 | RK Medveščak Zagreb  | 31-20 | 29-30  |
| Beşiktaş JK                  | 49 – 90 | CB Ademar León       | 26-43 | 23-47  |

### Huitièmes de finale
Les équipes classées à la 3e place de chacun des 8 groupes de la Ligue des champions sont reversés en huitièmes de finale : RK Bosna Sarajevo, Kadetten Schaffhouse, Wisła Płock, RK Zagreb, HCM Constanța, Sandefjord TIF, Panellínios Athènes et HC Portovik Youjne.
| Équipe 1              | Score   | Équipe 2              | Aller | Retour |
| --------------------- | ------- | --------------------- | ----- | ------ |
| HSV Hambourg          | 74 – 50 | Wisła Płock           | 39-26 | 35-24  |
| HC Portovik Youjne    | 58 – 54 | Wacker Thoune         | 30-30 | 28-24  |
| Vardar Skopje         | 53 – 41 | Panellínios Athènes   | 28-19 | 25-22  |
| RK Bosna Sarajevo     | 71 – 61 | Haslum HK             | 40-28 | 31-33  |
| HCM Constanța         | 48 – 47 | Dinamo Bucarest       | 31-20 | 17-27  |
| SKIF Krasnodar        | 50 – 61 | RK Zagreb             | 22-25 | 28-36  |
| Bjerringbro-Silkeborg | 58 – 50 | Kadetten Schaffhausen | 30-20 | 28-30  |
| CB Ademar León        | 72 – 53 | Sandefjord TIF        | 31-26 | 41-27  |

### Quarts de finale
| Équipe 1              | Score   | Équipe 2           | Aller | Retour |
| --------------------- | ------- | ------------------ | ----- | ------ |
| HSV Hambourg          | 82 – 53 | HC Portovik Youjne | 48-22 | 34-31  |
| Vardar Skopje         | 56 – 64 | RK Bosna Sarajevo  | 32-31 | 24-33  |
| HCM Constanța         | 55 – 59 | RK Zagreb          | 26-28 | 29-31  |
| Bjerringbro-Silkeborg | 57 – 64 | CB Ademar León     | 30-36 | 27-28  |

### Demi-finales
| Équipe 1          | Score   | Équipe 2       | Aller | Retour |
| ----------------- | ------- | -------------- | ----- | ------ |
| RK Bosna Sarajevo | 48 – 53 | HSV Hambourg   | 20-18 | 28-35  |
| RK Zagreb         | 49 – 50 | CB Ademar León | 26-20 | 23-30  |

### Finale
| Équipe 1     | Score   | Équipe 2       | Aller | Retour |
| ------------ | ------- | -------------- | ----- | ------ |
| HSV Hambourg | 61 – 61 | CB Ademar León | 28-24 | 33-37  |

Le HSV Hambourg est déclaré vainqueur selon la règle du nombre de buts marqués à l'extérieur (33 contre 24 pour le CB Ademar León).

#### Finale aller
La finale aller s'est disputée le 22 avril 2007 dans la Color Line Arena de Hambourg devant 8800 spectateurs :
- HSV Hambourg 28 (14) : Stojanović, Sandström - Yoon (10), Hens  (6), Flohr  (3), B. Gille   (3), G. Gille  (2), Jansen  (2), Souza  (1), Schröder   (1), Knorr     , Lavrov, K. Lijewski, Pungartnik
- Ademar León 24 (12) : Šarić, Alilović - Perales Perez (7), R. Entrerríos (5), Jakobsen (5), Castresana del Pozo    (2), Garralda  (2), Martins da Costa (2), Straňovský (1), Aguinagalde, Krivochlikov, Morros  , Sigurðsson , Urdiales Marquez
- Arbitres :  Slobodan Visekruna & Zoran Stanojevic

#### Finale retour
La finale retour s'est disputée le 29 avril 2007 au Palais des sports de León devant 6000 spectateurs :
- Ademar León 37 (16) : Šarić, Alilović - Jakobsen (8), Straňovský (5), R. Entrerríos  (4), Krivochlikov  (4), Perales Perez (4), Castresana del Pozo  (3), Garralda (3), Martins da Costa  (2), Morros   (2), Aguinagalde  (1), Urdiales (1), Sigurðsson
- HSV Hambourg 33 (13) : Stojanović, Sandström - Yoon (10), B. Gille   (8), Hens (4), Schröder  (4), G. Gille   (3), Jansen   (3), K. Lijewski (1), Souza, Flohr , Knorr , Lavrov, Pungartnik
- Arbitres :  Henrik La Cour Laursen & Jens Carl Nielsen

## Meilleurs buteurs
Les meilleurs buteurs de la compétition sont :
| Rang | Joueur                 | Club                  | Buts |
| ---- | ---------------------- | --------------------- | ---- |
| 1    | Yoon Kyung-shin        | HSV Hambourg          | 65   |
| 2    | Adnan Harmandić        | RK Bosna Sarajevo     | 48   |
| 3    | Valentin Ghionea (en)  | Dinamo Bucarest       | 44   |
| 4    | Erlend Mamelund        | Haslum HK             | 43   |
| 4    | Mads Øris Nielsen (en) | Bjerringbro-Silkeborg | 43   |
| 6    | Christian Back         | Bjerringbro-Silkeborg | 42   |
| 6    | Raúl Entrerríos        | CB Ademar León        | 42   |
| 8    | Óscar Perales (es)     | CB Ademar León        | 41   |
| 9    | Aleksandar Jović       | Vardar Skopje         | 37   |
| 9    | Daniel Linster         | Handball Esch         | 37   |
| 9    | Stefan Schröder        | HSV Hambourg          | 37   |